# جيريل ماكنيل
جيريل ماكنيل (بالإنجليزية: Jerel McNeal)‏ مواليد 1 يونيو 1987 في شيكاغو، هو لاعب كرة سلة محترف أمريكي بدأ مسيرته الاحترافية في سنة 2009 ويحمل الرقم 22. يبلغ طوله 6 قدم 3 بوصة (1.9 م). لعب مع فريق فينيكس صنز في الرابطة الوطنية لكرة السلة.

## روابط خارجية
- جيريل ماكنيل على موقع إن بي أي (الإنجليزية)
- جيريل ماكنيل على موقع سبورتس رفرنس (الإنجليزية)
- جيريل ماكنيل على موقع كرة السلة الأوروبية.كوم (الإنجليزية)
- جيريل ماكنيل على موقع DraftExpress.com (الإنجليزية)
- جيريل ماكنيل على موقع كلية كرة السلة في سبورتس رفرنس.كوم (الإنجليزية)
- جيريل ماكنيل على موقع ريلجم (الإنجليزية)
- جيريل ماكنيل على موقع بروبوليرز (الإنجليزية)
- جيريل ماكنيل على موقع سبورتس رفرنس (الإنجليزية)
- جيريل ماكنيل على موقع سبورتس رفرنس (الإنجليزية)